# Cédric Gschwind

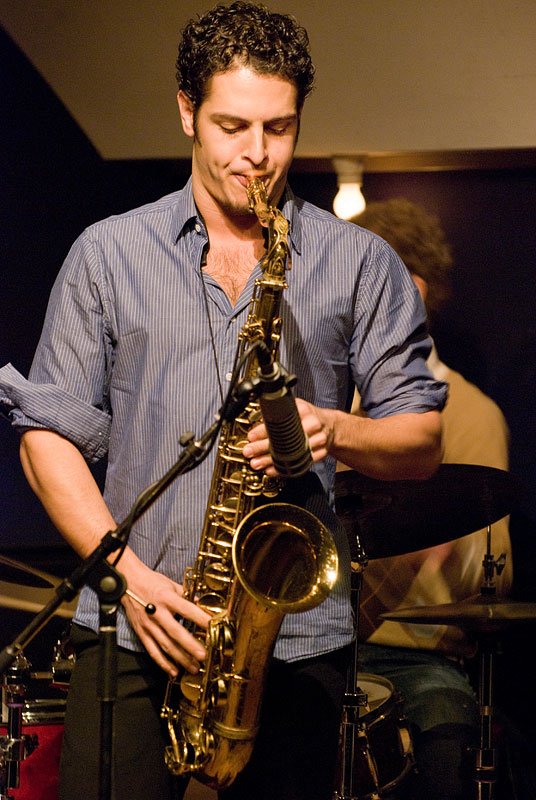
Cédric Gschwind, 2009

Cédric Gschwind (* 23. November 1985 in Therwil) ist ein Schweizer Jazz-Saxophonist und Komponist.

## Leben
Mit zehn Jahren bekam Gschwind den ersten Saxophonunterricht. Den ersten Kontakt mit Jazz machte er schon bald im Unterricht bei der Jazzsängerin und Saxophonistin Ann Malcolm, die ihm schon früh die Improvisation näherbrachte. Parallel zur kaufmännischen Lehre besuchte er die Jazzschule Basel und nahm Unterricht bei Domenic Landolf. In dieser Zeit sammelte er als 16-Jähriger erste Bühnenerfahrung in der ganzen Schweiz. Von 2005 bis 2010 studierte Gschwind an der Jazzschule Basel bei den Saxophonisten Domenic Landolf, Andy Scherrer und dem Posaunisten Adrian Mears. Ein Auslandsjahr in Wien führte ihn zudem zu Klaus Dickbauer. 2010 schloss er den «Master of Arts in Music/Jazz Saxophon» ab. Schon während des Studiums gründete er das Jazzquartett Klangquadrat, für das er auch als Komponist tätig ist.
Gegenwärtig (2012) arbeitet er mit den Formationen Klangquadrat (mit Marco Nenniger (Bass), Jonas Windscheid (Gitarre), Daniel Mudrack (Schlagzeug)), der Swiss Army Big Band unter der Leitung von Johannes Walter, dem Christoph Walter Orchestra und in der Barbara Bruckmüller Big Band Wien. Nebst dem Jazz spielen für ihn auch populärere Musikrichtungen wie Funk und Popmusik eine grosse Rolle. Seine Konzerttätigkeit führte ihn nach Deutschland, Österreich, Frankreich, Holland, Liechtenstein und Russland.
Zu den Musikern und Bands, mit denen er schon gespielt hat, zählen Swiss Jazz Orchestra, Zurich Jazz Orchestra, Anna Rossinelli, Pepe Lienhard, Paul Kuhn, Klaus Doldinger, Donna Summer und Lou Bega. Ausserdem wirkte er bei Aufnahmen für Memellow, Lama, the Monotones, DJ Mark Stone, Schweizer Armeespiel und Chinderwält mit.

## Diskografie
- Swiss Jazz Orchestra: SJO & Guillermo Klein, 2019 bei Sunnyside Records
- Sarah Chaksad Orchestra: Tabriz, 2019 bei Neuklang
- Sarah Chaksad Orchestra: Windmond, 2016 bei Neuklang
- Klangquadrat: What’s The Catch?, 2013 bei Unit Records
- Barbara Bruckmüller Big Band: 2013 bei Bicolourious Music Records
- Anna Rossinelli: See What You’ve Done – Radio Edition, 2012 bei Universal Music
- Christoph Walter Orchestra: Persönlich, 2012
- Klangquadrat: Roaming, 2010 bei Unit Records